# Arkan (danza)

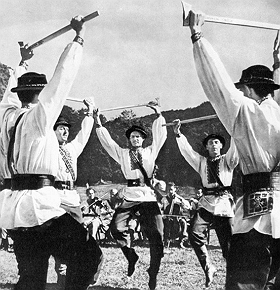
Danzatori di arkan che reggono in mano l'ascia della tradizione pastorale montanara, in ucraino chiamata bartka (бартка, /[ˈbɑrt̪kɐ]/) o topirec (топірець, /[t̪opiˈrɛt͡sʲ]/).

L'arkàn (in ucraino aркaн?, o meno frequentemente aрґан, traslitterato argan) è una danza di gruppo in cerchio, maschile, tradizionale del gruppo etnico ucraino degli Hutsuli stanziati nelle oblast' di Ivano-Frankivs'k, Černivci e della Transcarpazia. Una danza simile, dall'etimologia affine, è conosciuta in Romania e Moldavia come arcan (o, con l'articolo determinativo, arcanul).
Il nome è di origine turcica e significa letteralmente lazo, un riferimento sia alla disposizione dei danzatori – in origine attorno ad un falò – che ai passi che questi eseguono nella modalità base della danza: i partecipanti, ponendosi vicendevolmente le braccia sulle spalle e disponendosi a cerchio o semicerchio, alternano impetuosi movimenti laterali a saltelli durante i quali la gamba libera viene alzata, piegata, fino ad avere la coscia parallela al suolo; la sequenza dei passi laterali comincia con il piede destro verso destra, seguito dal sinistro che lo incrocia posteriormente e da un altro spostamento del piede destro sul suo lato. Uno dei danzatori fa da guida gridando i segnali per variare ritmi e movenze, che possono avere molte varianti.

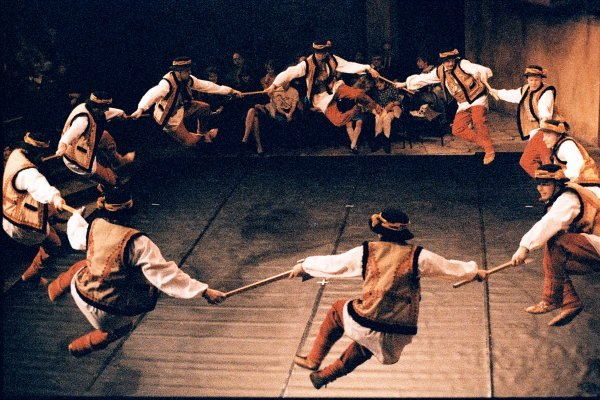
Salto eseguito all'unisono con entrambi i piedi dai danzatori, in contatto fra di loro solo tramite le asce.